# فرودگاه پرینس روپرت
 فرودگاه پرینس روپرت (به انگلیسی: Prince Rupert Airport) یک فرودگاه همگانی باربری با کد یاتا YPR است که یک باند فرود آسفالت دارد و طول باند آن ۱۸۲۹ متر است. این فرودگاه در کشور کانادا قرار دارد و در ارتفاع ۳۵ متری از سطح دریا واقع شده است.

## شرکت‌های هواپیمایی و مقصدهای پروازی
| شرکت‌های هواپیمایی   | مقصدهای پروازی |
| ------------------- | -------------- |
| Air Canada Express  | ونکوور         |
| نورثرن تاندربرد ایر | چارتر: ونکوور  |